# Kasteel van Sint-Maartensdijk
Het kasteel van Sint-Maartensdijk was een kasteelcomplex aan de noordzijde van Sint-Maartensdijk. Het eerste kasteel werd vermoedelijk gesticht rond 1310 door Gheront van Overbodene en zou toen het kasteel van Haestinge hebben geheten. Na 1357 kreeg de plaats met kasteel de naam Sint-Maartensdijk, dit omdat de kerk aldaar werd gewijd aan Sint-Maarten. Halverwege de 14e eeuw kreeg de familie Van Borssele het kasteel in bezit. In 1695 was bijna de helft van het kasteelcomplex al door bouwvalligheid verdwenen. In 1820 werd het laatste gedeelte van het kasteelhof afgebroken.

## Geschiedenis
In 1353 werd Floris van Borsele (overl. 1368) beleend met het kasteel. Er woonden echter nog nakomelingen van het geslacht Overbordene. Toen dit geslacht was uitgestorven, kwam het kasteel volledig in bezit van de familie van Borsele. Floris en zijn vrouw Maria van Strijen kregen geen kinderen waardoor het kasteel aan zijn broer Frank van Borssele (1320-1386) verviel. Deze hield zich bezig met het aanleggen van dijken. Zijn zoon Floris van Borssele (1360-1422) erfde het geheel en hield zich ook bezig met bedijking in het gebied. Hij kreeg meer bezitting in de vorm van tienden en gronden zoals in Ravensoord. Zijn zoon Frank II van Borsele (1395-1470) erfde daarna alles. Deze werd de bekendste Van Borsele-telg, die graaf van Oostervant en stadhouder van Holland en Zeeland werd. Tevens sloot hij een omstreden huwelijk met de ontheven gravin Jacoba van Beieren.
Na het overlijden van Frank II erfde zijn zuster Eleonora van Borsele de goederen. Haar dochter Elisabeth van Buren erfde daarna de boedel. Zij was getrouwd met Gerard II van Culemborg. Hun dochter Aleida van Culemborg erfde het daarna. Zij was gehuwd met Frederik van Egmont waardoor het Egmonts bezit werd. Anna van Egmont huwde in 1551 met Willem van Oranje waardoor het bezit aan de Oranjes kwam. De grootste uitbreidingen van het kasteel werden in 1374 onder toezicht van Frank van Borsele en in 1632 onder Frederik Hendrik van Oranje gedaan.

## Complex
Het kasteel bestond uit drie gebouwen met eigen terrein omgeven door grachten die met elkaar waren verbonden. Het grootste was de opperhof waar de adel verbleef en waar ook een ridderzaal aanwezig was. De nederhof was de plek waar hofambten, rentmeester en middenklassen verbleven. Tevens bevond zich er een kapel. Het laatste complex was voor de dienaren, bodes en keukenpersoneel. Daar bevond zich ook een smederij en een koetshuis. In de 17e eeuw werd nog een Engelse tuin aangelegd.
De huidige locatie is terug te vinden aan de wegkruising van de Onder de Linden en de Provinciale Weg ten noorden van Sint-Maartendijk. Aan de westzijde zijn alleen twee grachten nog zichtbaar, die herinneren aan het verdwenen kasteel.